# 征服權
征服權是一種在歷史上被認為正當的權利，它是指征服者在使用軍事手段佔有土地後，會馬上擁有這些土地的所有權。它曾被認為是國際法的一項原則，但隨時間推移，其重要性逐漸降低。二戰後，因《纽伦堡原则》中對認定侵略戰爭為戰爭罪行而遭禁止；至此，征服權便宣告無效。而聯合國大會通過向安理會提交的不具約束力的《聯合國大會第3314號決議》則進一步規範了侵略戰爭的定義。